# Sylvain Dupuy

a Compétitions nationales et continentales officielles uniquement.

Dernière mise à jour le 30 septembre 2011.
Sylvain Dupuy, né le 22 juin 1982 à Albi (Tarn), est un joueur français de rugby à XV qui évolue au poste de demi de mêlée.
Avec le Stade toulousain, il remporte une Coupe d'Europe en 2003. Il est marié et a deux enfants, Colin né en 2006 et Lily née en 2010.

## Palmarès
- Champion de France Reichel en 2002 (UA Gaillac)
- Champion d'Europe en 2003 (Stade toulousain)
- Champion de France Espoirs en 2003 (Stade toulousain)
- Finaliste Coupe d'Europe en 2004 (Stade toulousain)